# 保戸野桜町
保戸野桜町（ほどのさくらまち）は秋田県秋田市にある町。郵便番号は010-0901。住居表示実施済み地区。

## 地理
秋田市の中央部、保戸野地域の中では北部に位置する。北東端のJR奥羽本線、南東端の秋田県道233号土崎港秋田線、西端の秋田市道に挟まれた三角形の町域を持つ。奥羽本線に隣接して町内にJR秋田機関区があるが、現在は使用されていない。北部に日本キリスト教会秋田教会がある。その他は新興住宅街である。
北東は泉一ノ坪、南東は保戸野八丁、西は泉南三丁目・泉中央四丁目・同五丁目・泉菅野二丁目に隣接する。

## 歴史
町名の由来は、桜並木の景観が優れていることから。

### 沿革
- 1966年（昭和41年）4月1日 - 住居表示実施に伴い、保戸野桜町が設置される。

### 町名の変遷
以下はすべて住居表示実施に伴う変更。
| 実施後     | 実施年月日     | 実施前（各字ともその一部）       |
| ---------- | -------------- | -------------------------------- |
| 保戸野桜町 | 昭和41年4月1日 | 泉字一ノ坪 いずみ あざいちのつぼ |
| 保戸野桜町 | 昭和41年4月1日 | 泉字反町 いずみ あざたんまち     |

## 世帯数と人口
2016年（平成28年）10月1日現在の世帯数と人口は以下の通りである。
| 町丁       | 世帯数  | 人口  |
| ---------- | ------- | ----- |
| 保戸野桜町 | 310世帯 | 726人 |

## 交通

### 鉄道
北東端をJR奥羽本線が通り、旧秋田機関区の一部が所在している。最寄駅は中通七丁目にある秋田駅、または泉菅野二丁目にある泉外旭川駅。

### バス
- 秋田中央交通
  - （泉山王環状線） - 桜町 -
  - （神田旭野線） - 桜町 -
  - （神田土崎線） - 桜町 -
  - （添川線） - 桜町 -

### 道路
- 秋田県道233号土崎港秋田線

## 施設

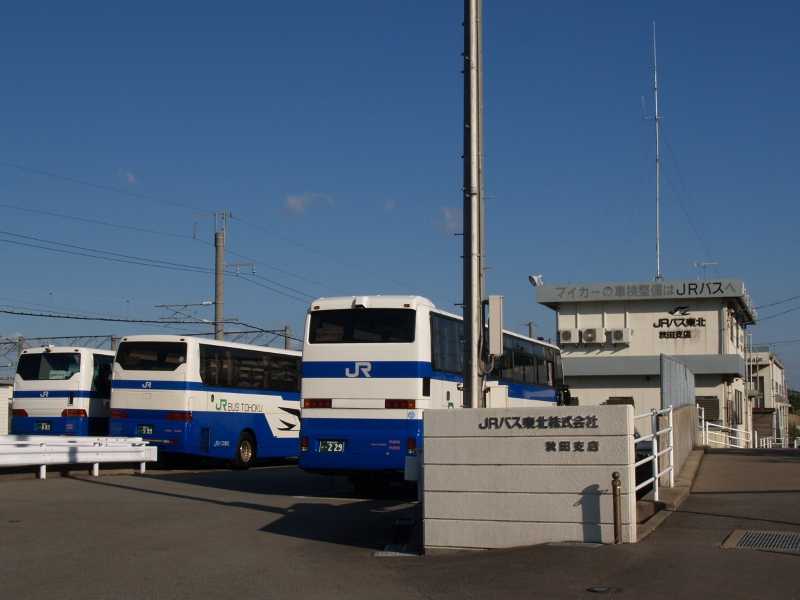
JRバス東北秋田支店

- JR東日本秋田運転支所（旧国鉄秋田機関区）- 廃止
- JRバス東北仙台支店秋田乗務員宿泊所
- 日本キリスト教会秋田教会
- ほどの歯科クリニック